# Pachycondyla fugax
Pachycondyla fugax är en myrart som beskrevs av Auguste-Henri Forel 1907. Pachycondyla fugax ingår i släktet Pachycondyla och familjen myror. Inga underarter finns listade i Catalogue of Life.